# Чемпионат мира по самбо 1989
XIII Чемпионат мира по самбо прошёл в городе Уэст-Ориндж (штат Нью-Джерси, США) 9-11 ноября 1989 года.

## Медалисты

### Мужчины
| Весовая категория | Золото                            | Серебро                | Бронза                                             |
| ----------------- | --------------------------------- | ---------------------- | -------------------------------------------------- |
| до 48 кг          | Аскар Шайхиев · СССР              | Димитар Димитров · НРБ | Ж. Ганболд · МНР                                   |
| до 52 кг          | Гурген Тутхалян · СССР            | Живко Шалваров · НРБ   | Горка Сагастуме · Испания Тасеока Такеучи · Япония |
| до 57 кг          | Ганхуягийн Уурцолмон · МНР        | Рахим Машарипов · СССР | Саунага Кобаяси · Япония Николай Гушмаков · НРБ    |
| до 62 кг          | Гагик Казарян · СССР              | Иван Нетов · НРБ       | Г. Баатарсурэн · МНР П. Гарсия · Испания           |
| до 68 кг          | Владимир Япринцев · СССР          | Ц. Болдбаатар · МНР    | Бёрк Клинтон · США Хорхе Боканегра · Испания       |
| до 74 кг          | Васил Соколов · НРБ               | Сергей Волобуев · СССР | Ш. О’Хиви · Канада Мэтт Вондарсек · США            |
| до 82 кг          | Джемал Мчедлишвили · СССР         | Никола Филиппов · НРБ  | Джон Идаррета · Испания Г. Диксон · США            |
| до 90 кг          | Игорь Сидоркевич · СССР           | Рон Трипп · США        | Анатолий Желязков · НРБ К. Скотт · Великобритания  |
| до 100 кг         | Хасмагомед Дикиев · СССР          | Очирын Одгэрэл · МНР   | Ивайло Борисов · НРБ С. Смит · США                 |
| свыше 100 кг      | Бадмаанямбуугийн Бат-Эрдэнэ · МНР | Владимир Шкалов · СССР | С. Симеонов · НРБ Мэтью Клэмпнер · США             |

#### Командный зачёт
1. СССР;
2. НРБ;
3. МНР;
4. США;
5. Испания;
6. Япония;

### Женщины
| Весовая категория | Золото                   | Серебро                 | Бронза           |
| ----------------- | ------------------------ | ----------------------- | ---------------- |
| до 44 кг          | К. Биво · США            |                         |                  |
| до 48 кг          | Татьяна Фёдорова · СССР  | Д. Хамагути · Канада    | Дж. Лоусон · США |
| до 52 кг          | Инна Машкова · СССР      | Дж. Оттиано · США       |                  |
| до 56 кг          | Наталья Лискина · СССР   | Дж. Бадида · США        |                  |
| до 60 кг          | Светлана Кищенко · СССР  |                         |                  |
| до 64 кг          | В. Цуркань · СССР        | Л. Пул · Великобритания |                  |
| до 68 кг          | Наталья Деркачёва · СССР |                         |                  |
| до 72 кг          | Галина Савенкова · СССР  |                         |                  |
| до 80 кг          | Ф. Боти · Великобритания | Д. Мюррей · США         |                  |

#### Командный зачёт
1. СССР;
2. США;
3. Канада;
4. Великобритания.